# 佐藤泰造
佐藤 泰造（さとう たいぞう、1872年〈明治5年〉4月16日 - 没年不明）は、日本の実業家、新潟県多額納税者、地主。村上水電社長。旧姓・渡辺。族籍は新潟県平民。

## 経歴
新潟県岩船郡下関村（のち関村大字下関、関谷村大字下関、現・関川村大字下関）出身。渡辺三左の二男。佐藤玄信の養嗣子となる。農業を営む。下関郵便局長、県森林組合長となる。

## 人物
『新潟県年鑑 昭和11年版』の「越佐人物大観」で「村上水電会社々長、関谷村の豪家であり非常な徳望を有する人格者だ」と評される。
貴族院多額納税者議員選挙の互選資格を有した。住所は新潟県岩船郡関谷村。

## 家族・親族
佐藤家
佐藤家は屋号を「古関屋」と称し、幕領下関村元庄屋の家柄である。
- 養父・玄信（医師、新潟県会議員）[9]
- 妻・シゲ（1878年 - ?、新潟、吉田吉次郎の二女）[2]
- 長男・又助（1899年 - ?）[8]
- 二男[2]
- 娘

親戚
- 兄・渡辺三左衛門[10]（渡辺家第10代、新潟県多額納税者、農業、地主、資産家、新潟県会議員、関谷村長、新潟貯蓄銀行取締役）
- 甥・渡辺万寿太郎（渡辺家第11代、農業、関谷村長、関川村長）